# Уальяга
Уалья́га — река на севере Перу, приток Мараньона, входит в бассейн реки Амазонки. Длина реки около 1200 км, площадь водосбора около 95 тысяч км².
Берёт начало в Андах в центральном Перу, южнее Серро-де-Паско и течёт в северном и северо-восточном направлении через города Уануко и Тинго-Мария. Несмотря на то, что протяжённость реки составляет 1200 километров, Уальяга в основном не судоходна (возможно использование каноэ). Имеет ряд притоков. Разлив реки происходит в период с июня по август.
Наряду с прочими жителями на побережье продолжают жить индейцы (например, кокама-кокамилла).
Севернее по течению сохранились доколумбовы остатки древней цивилизации (особенно Чачапойя), но течение реки в этих местах стремительное, извилистое, опасное. На возвышенности долины расположены примечательные места: крупный Gran Pajatén (в национальном парке Рио-Абисео) и далее — крепость Куэлап близ слияния рек Мараньон и Уальяга.

## Преступность
На берегах реки произрастает много растений коки, которые наркоторговцы используют в своём незаконном обороте. Бывший глава перуанской разведки Владимиро Монтесинос Торрес, по слухам, получал $50000 за каждую переправу товара через долину Уальяга.
Побережье реки живописно и могло бы представлять интерес для туристов. Однако из-за деятельности отдельных террористических группировок вроде Сендеро Луминосо и местных наркокартелей регион (северный район Уануко и юг Сан-Мартина) непригоден для туризма.

## Фауна
Животный мир реки Уальяга разнообразен. Здесь обитают 18 видов лягушек, включая виды Prostherapis femoralis, Phyllodromus pulchellus и Dendrobates reticulatus.

## Умершие
На реке Уальянга погиб американский актёр Эрик Флеминг, звезда вестерн-телесериала «Сыромятная плеть». Во время съёмок фильма MGM «Высокие джунгли» (англ. High Jungle), 28 сентября 1966 года, Флеминг перевернулся в каноэ на порогах реки. Из-за бурного течения его тело удалось обнаружить лишь спустя три дня.

## Галерея
- Переправа на реке
- Река у Юримагуаса.
- Течение реки в районе Тарапото, Сан-Мартин в Перу